# 福山水库 (澄迈)
福山水库是中华人民共和国海南省澄迈县北部花场河上的一座中型水库，是一座以灌溉为主，结合发电和养鱼等综合利用的多年调节水库，是松涛水库灌区东干渠的主要反调节水库。工程于1972年动工修建，1974年竣工蓄水。总库容6800万立方米。主坝为水中填土均质坝，坝顶高程82.5，最大坝高31米，坝顶长1482米。设有坝后引水式水电站1座，装机容量200千瓦，年发电量60万千瓦时。水库主要作用是充分利用当地天然来水和松涛东干渠补水来充分调节下游灌区用水，扩大松涛东灌区灌溉面积。